# Údolí Lužnice a Vlásenického potoka
Údolí Lužnice a Vlásenického potoka je přírodní památka a evropsky významná lokalita (EVL) v okrese Tábor. Nachází se v Táborské pahorkatině, v údolí Vlásenického potoka a v části údolí Lužnice, dva kilometry jižně od Dražic.

## Historie
Původní název chráněného území byl Vlásenický potok, ale s účinností od 22. listopadu 2023 byla přírodní památka přejmenována na Údolí Lužnice a Vlásenického potoka a její plocha se zvětšila na 143,36 hektaru.

## Předmět ochrany
Předmětem ochrany je zachovalé, hluboce zaříznuté až kaňonovité údolí Vlásenického potoka s lokalitou pérovníku pštrosího.
Předmětem ochrany EVL Údolí Lužnice a Vlásenického potoka je:
- chasmofytická vegetace silikátových skalnatých svahů
- dubohabřiny asociace Galio-Carpinetum
- lesy svazu Tilio-Acerion na svazích, sutích a v roklích  a suché acidofilní doubravy sv.Quercion roboris a druhy na ně vázané, včetě druhu dvouhrotec zelený (Dicranum viride)[2][5]

Předmětem ochrany EVL Lužnice a Nežárka je páchník hnědý, piskoř pruhovaný,  velevrub tupý a vydra říční.
U vtoku potoka do Lužnice se nachází skalní masív místně zvaný Jelení skok. Vegetaci tvoří v severní části území okolo potoka místy olšiny, na které na stráních navazují porosty smrku ztepilého s malými skupinami jedle bělokoré, v jižní strmější části pak víceméně přirozené listnaté porosty lipové habrové doubravy. Na přilehlých svazích, zvláště v jižní části této přírodní památky rostou lilie zlatohlavá, dřípatka horská, vraní oko čtyřlisté, lýkovec jedovatý, měsíčnice vytrvalá, vemeník dvoulistý. Z ptáků se na potoce zdržuje skorec vodní, konipas horský či ledňáček říční, v lesních porostech brhlík lesní, králíček obecný, strakapoud velký atd.